# Damas da Instrução Cristã
As Damas da Instrução Cristã formam uma congregação religiosa feminina de ensino de direito pontifício.

## Histórico
Em 1807, algumas religiosas da Sociedade do Sagrado Coração de Jesus de Amiens abriram uma casa em Gante a pedido do Mons. Maurice de Broglie, Bispo de Ghent. Originalmente, o instituto era voltado principalmente para a formação da juventude aristocrática.
Após a derrota de Napoleão 1º em Waterloo, a casa de Gante se separou da congregação francesa. Dissolvida pelas autoridades civis em 1822, conseguiu sobreviver, no entanto, sob a direção de Agathe Verhelle (1786-1838) que adotou novas constituições baseadas nas da Companhia de Jesus. O instituto recebeu aprovação pontifícia em 10 de agosto de 1827. A congregação comprou a Abadia de Flône em 1921.
Em 2017, a congregação contava com 265 irmãs em 40 casas. A casa-mãe fica em Liège.

## Atividades e difusão
As religiosas dedicam-se ao ensino da juventude e estão presentes em:
- Europa: Bélgica, Inglaterra.
- América: Brasil.
- África: República Democrática do Congo.

### No Brasil
A Rede Damas chegou ao Brasil em 1896, quando o Navio Nilo atracou no Recife vindo da Bélgica, a pedido do Papa Leão XIII.
Sua primeira diretora, que capitaneava a comitiva belga, foi Madre Loyola.
Do Recife, a missão se espalhou pelo Brasil, já estando presente em seis estados, com 12 colégios, uma faculdade e um centro social.